# Тусхаройское сельское поселение
Тусхаройское се́льское поселе́ние — муниципальное образование в Итум-Калинском районе Чечни Российской Федерации.
Административный центр — село Тусхарой.

## История
Статус и границы сельского поселения установлены Законом Чеченской Республики от 14 июля 2008 года № 46-РЗ «Об образовании муниципального образования Итум-Калинский район и муниципальных образований, входящих в его состав, установлении их границ и наделении их соответствующим статусом муниципального района, городского и сельского поселения».

## Население
| 2010 | 2012 | 2013 | 2014 | 2015 | 2016 | 2017 |
| ---- | ---- | ---- | ---- | ---- | ---- | ---- |
| 334  | ↘316 | ↘314 | ↘310 | ↘300 | ↘296 | ↗306 |
| 2018 | 2019 | 2020 | 2021 | 2023 | 2024 |      |
| ↘301 | ↗305 | ↗309 | ↗544 | ↗547 | →547 |      |

## Состав сельского поселения
| № | Населённый пункт | Тип населённого пункта | Население |
| - | ---------------- | ---------------------- | --------- |
| 1 | Басхо            | село                   | 0         |
| 2 | Бечиги           | село                   | 0         |
| 3 | Ботурчу          | село                   | 0         |
| 4 | Тусхарой         | село                   | 334       |
| 5 | Цацах            | село                   | 0         |
| 6 | Эзихо            | село                   | 0         |